# Klosterkirche St. Felix

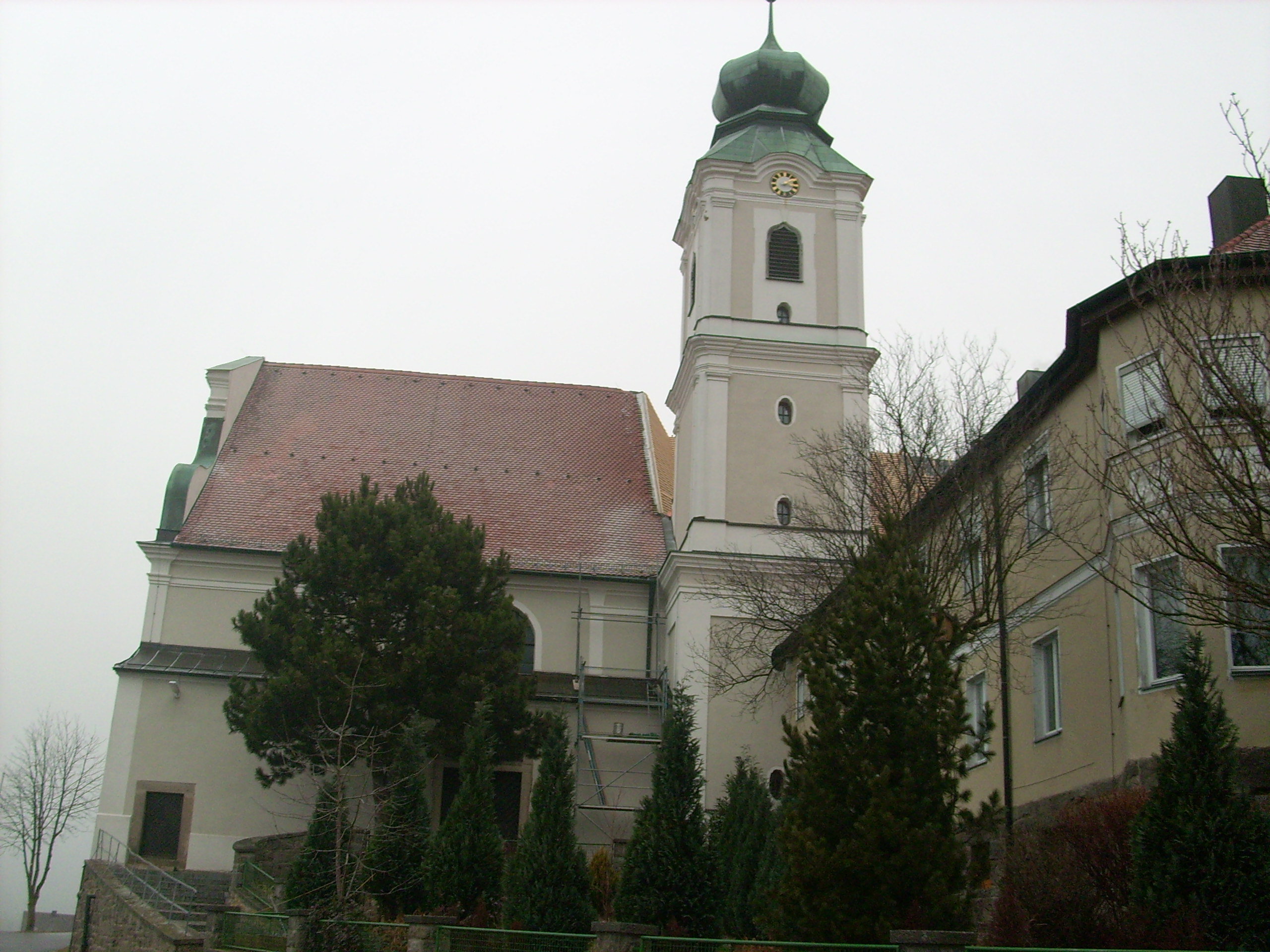
Außenansicht der Klosterkirche St. Felix

Die Klosterkirche St. Felix (Wallfahrtskirche St. Felix) der Franziskaner-Minoriten liegt bei Neustadt an der Waldnaab (Oberpfalz) im Bistum Regensburg.

## Wallfahrtsgeschichte
Die 1710 nach Neustadt berufenen Kapuziner erwählten den hl. Felix von Cantalice zu ihrem Schutzpatron und machten ihn dadurch in Neustadt und Umgebung bekannt. 1712 erkrankte der Stadtrichter von Neustadt an einem gefährlichen Fieber. Nach inständigen Anrufungen des hl. Felix wurde er geheilt und aus tiefer Dankbarkeit stiftete er eine Felix-Statue. Sie wurde auf einer hölzernen Säule angebracht und seitdem gab es viele Gebetserhörungen (325 zwischen 1712 und 1734), die in Wunderbüchern (sog. „Miracelbüchern“) zeitgeschichtlich dokumentiert sind. Durch den starken Anstieg der Verehrung des hl. Felix in der Bevölkerung regten die Kapuziner 1729 den Bau einer hölzernen Kapelle an. 1735 wurde gleichzeitig mit der Einweihung einer größeren steinernen Kapelle das erste Felix-Fest gefeiert. Der Zustrom der Wallfahrer wurde immer stärker, so dass man 1738 mit dem Bau einer noch größeren Kirche begann. Der Außenbau wurde 1746 und die Inneneinrichtung 1765 vollendet. Papst Clemens XIII. verlieh 1759 für das alljährliche Felix-Fest (Sonntag vor oder nach dem 18. Mai) einen vollkommenen Ablass. Prozessionen zur Felix-Kirche sind bis 1830 nachweisbar.
Im Zuge der Säkularisation 1803 wurde das Kapuzinerkloster aufgelöst und 1834 wurden keine Sonntagsgottesdienste in St. Felix mehr gefeiert. Erst 1867 wurden wieder Litaneien zu verschiedenen Festen nach St. Felix gestiftet. Die Wallfahrt erlebte erst ab 1925 wieder einen Aufschwung, nachdem das Kloster der Franziskaner-Minoriten gegründet und der Grundstein für die Errichtung des Konventgebäudes gelegt wurde.
Im Jahr 2000 waren die Würzburger Minoriten wegen des Nachwuchsmangels gezwungen die Patres von St. Felix abzuziehen. Aber am 1. August 2000 zogen Franziskaner-Minoriten von der Krakauer Ordensprovinz ein.

## Beschreibung der Klosterkirche
Am äußeren Erscheinungsbild kann man die verschiedenen Bauphasen deutlich erkennen. Die ursprüngliche Kapelle mit ihrem kleeblattförmigen Grundriss setzt sich gegen die übrigen Bauteile ab. An die jetzt als Chor dienende Kapelle sind seitlich im Norden ein zweistöckiger Anbau auf rechteckigem Grundriss und im Süden der dreigeschossige Turm mit Kuppeldach und Zwiebel angesetzt. Am Turm tragen flache Eckpilaster ein mehrfach gestuftes Gebälk, das die einzelnen Geschosse trennt.
Der Turm trägt drei Bronzeglocken der Erdinger Glockengießerei mit den Schlagtönen fis1 a1 h1.

### Innenraum

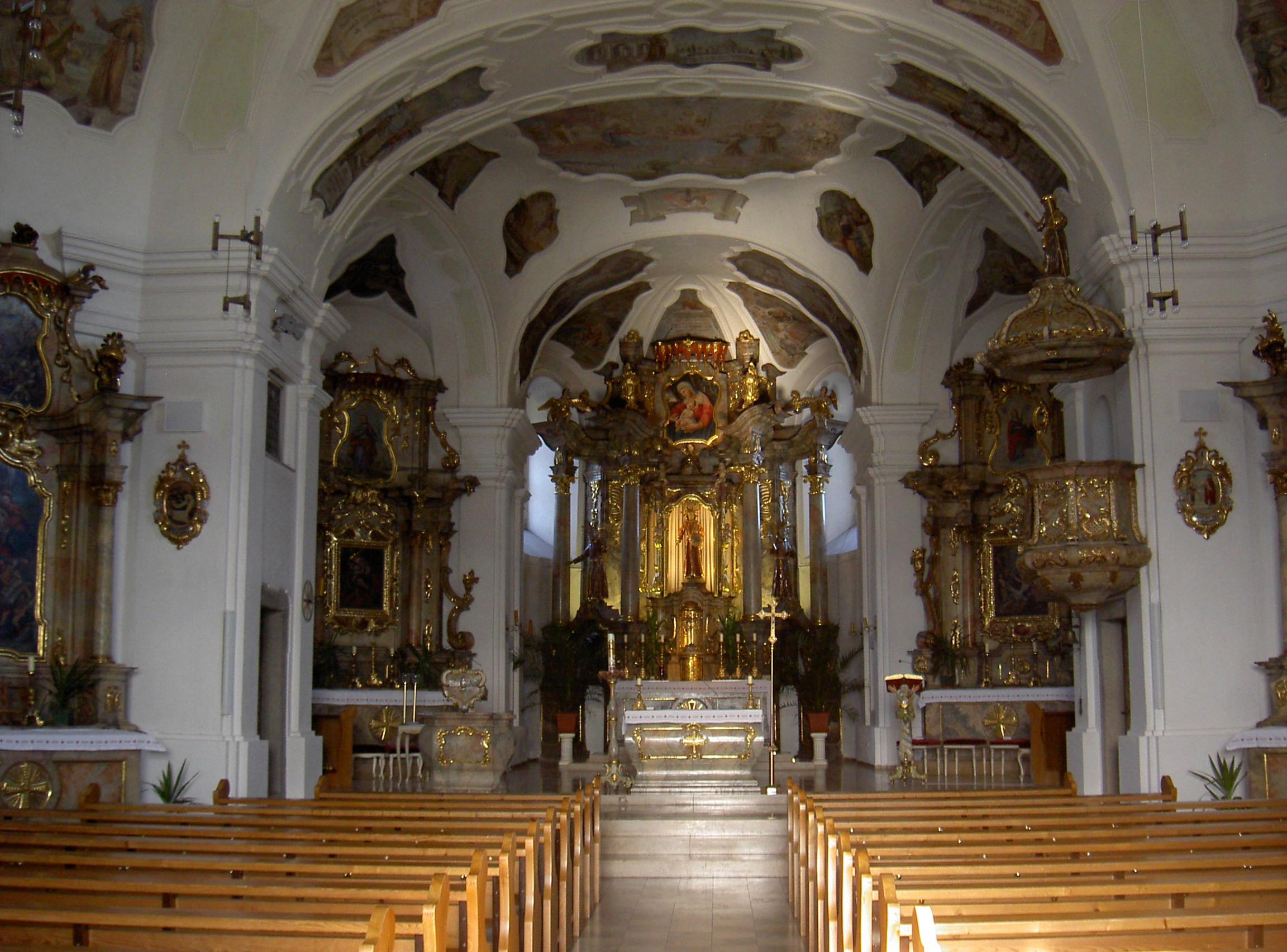
Das Innere der Klosterkirche

Vom Langhaus wird der dreiteilige Chor mit kleeblattförmigen Grundriss durch einen Chorbogen getrennt. Die Hauptapsis betonen zwei seitliche Fenster, während die Nebenapsiden nur je ein Fenster ziert. 
Den Chorbogen flankiert auf einem Sockelgesims je ein Pilaster zum Chor und zum Langhaus hin. Zwischen den Pilastern befindet sich auf jeder Seit eine Tür. Die Tür in der Nordwand führt zu der ehemaligen Sakristei. Die südliche Tür führt in die neue Sakristei und dient als Durchgang zum Kloster. Darüber befindet sich die Kanzel.
Der Innenraum des Langhauses hat einen quadratischen Grundriss mit abgeschrägten Ecken. Vor der östlichen Schrägen erscheint je ein Altar, die westlichen abgeschrägten Ecken sind durch eine flachrund geschlossene Nische vertieft, in die Beichtstühle gestellt sind. Zu beiden Seiten der Eingänge an der Nord- und Südwand und des Durchgangs nach Westen sind in die Wand halbrunde Nischen eingelassen.
Der Boden des Langhauses liegt um drei Stufen tiefer als der des Chorraumes. Ebenso wie im Chor sind die Wände durch Pilaster und ein mehrfach profiliertes Gebälk, das durch die Altäre, die Orgelempore und die Fenster unterbrochen wird, belebt.

### Ausstattung

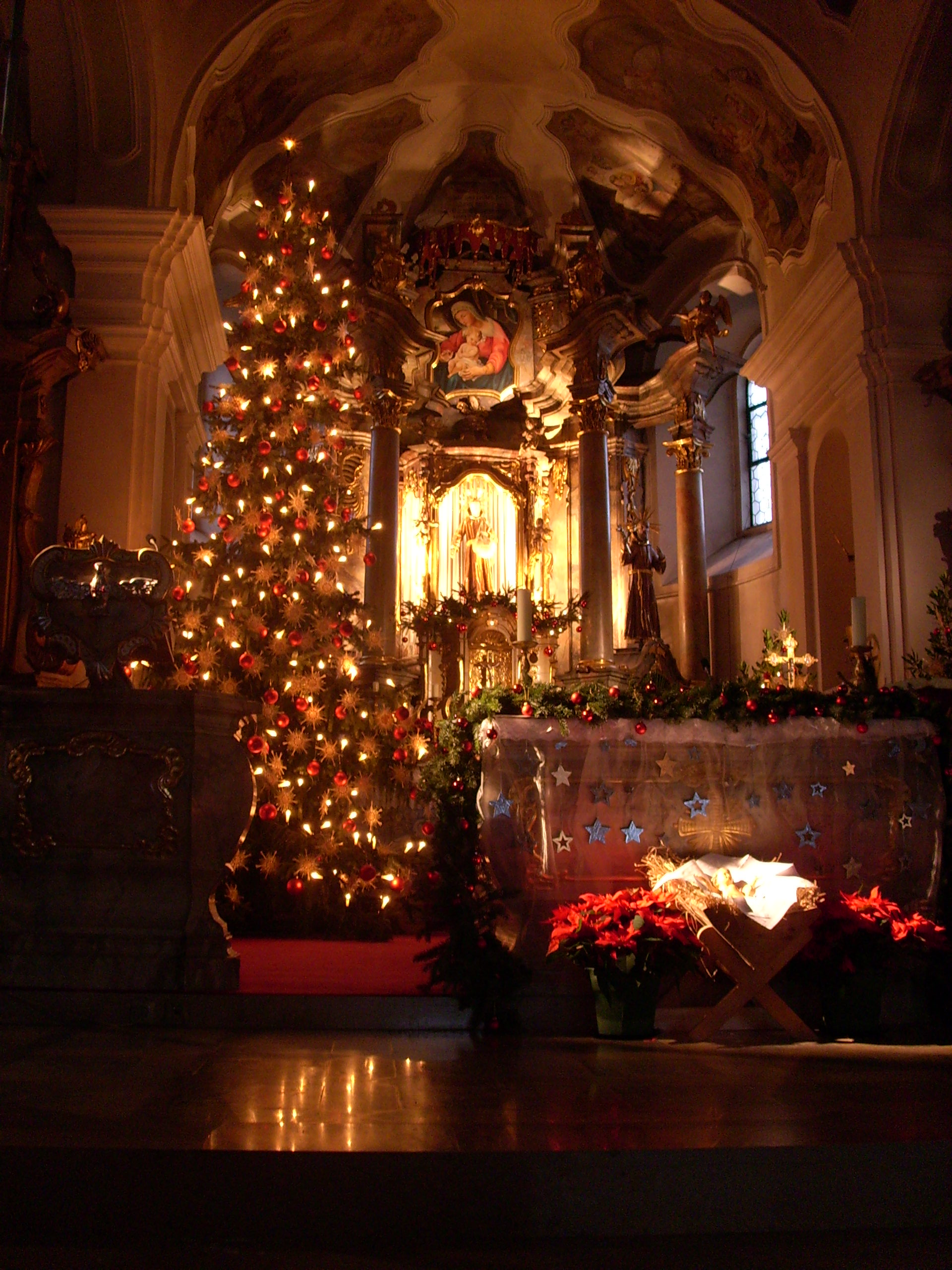
Blick zum Hochaltar

Der Hochaltar von 1765 besteht aus einem Baldachinretabel mit Umgang um die Mensa. Vier Säulen wachsen auf einem hohen Unterbau auf und enden in Kompositkapitellen, die ein springendes, geschwungenes Gebälk tragen. Die Basen der Säulen sind durch Bögen verbunden, die so einen Durchgang bilden. Links und rechts stehen auf diesen Bögen der hl. Franz von Assisi und der hl. Fidelis von Sigmaringen, die beide von Josef Reber 1735 geschnitzt wurden. Über der Altarmensa befindet sich die Figur des hl. Felix. Sie ist in den Kapuzinerhabit gekleidet und trägt über ihrer linken Schulter den Almosensack mit der Aufschrift „Deo gratias“. Am Auszug des Hochaltars ist ein Gemälde von Mathäus Uhl (1765) mit der Darstellung der Muttergottes mit dem Jesulein angebracht. Den Altar schließt ein vorspringender Baldachin ab.
Die Altäre der Seitenkapellen sind schlichter gestaltet. Der Altar der Muttergottes vom guten Rat befindet sich in der nördlichen, der Laurentius-Altar in der südlichen Chorkapelle (beide angefertigt von Vitus Wenda 1757 bzw. 1758). Die Altarbilder stammen von Friedrich Fiechtaler (1747), der später die Altäre fasste.
Die Kanzel mit ihren marmorierten Kanzelkorb weist geschweifte Pilaster mit verkröpften, vorspringenden Kapitellen sowie vergoldete Volutenbänder, Muscheln und ähnlichem Zierrat auf. Der Hl. Geist in der Gestalt der Taube schwebt an der Unterseite des Schalldeckels. Der obere Teil des Deckels entspricht im Dekor dem Kanzelkorb und wird mit der Figur des Guten Hirten abgeschlossen. Wahrscheinlich wurde die Kanzel von Josef Reber um 1745 angefertigt.
Die Seitenaltäre im Langhaus sind noch einfacher als die Altäre im Chorraum. Im Norden ist der Altar dem hl. Antonius von Padua geweiht und im Süden dem hl. Wendelin (von Vitus Wenda 1756). Die Bilder malte Matthias Götz.  Seit 1951 befindet sich in der südlichen Eingangsnische ein Fátima-Altar in neubarocker Form. Die etwa lebensgroße Fatima-Madonna wurde von Waldemar Behrens aus Nabburg geschnitzt.

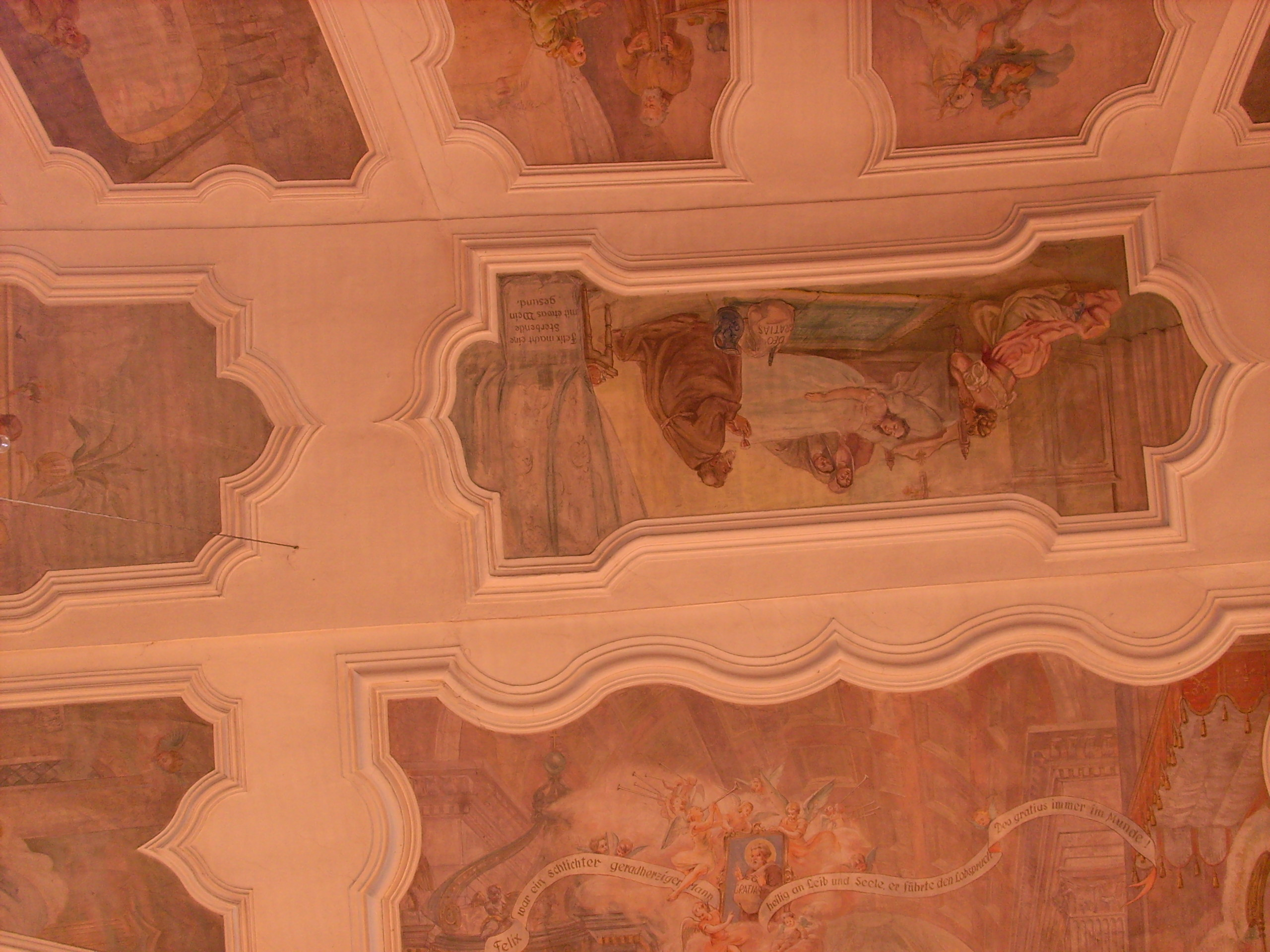
Fresken

### Fresken
46 Deckengemälde in verschiedenen Formaten, welche das Leben des hl. Felix darstellen, beleben den Innenraum der Kirche. Die ursprünglichen Fresken malten Matthias Götz und Bartlmä Weidenhofer (1763/64). 1874 wurden die Fresken im Zuge einer Restaurierung übermalt und schwer beschädigt. Erst bei der Restaurierung 1946/47 konnte der Kunstmaler Manfred A. Schmid die Fresken völlig neu wiederherstellen, allerdings in Anlehnung an  noch erkennbare Reste.

### Orgel

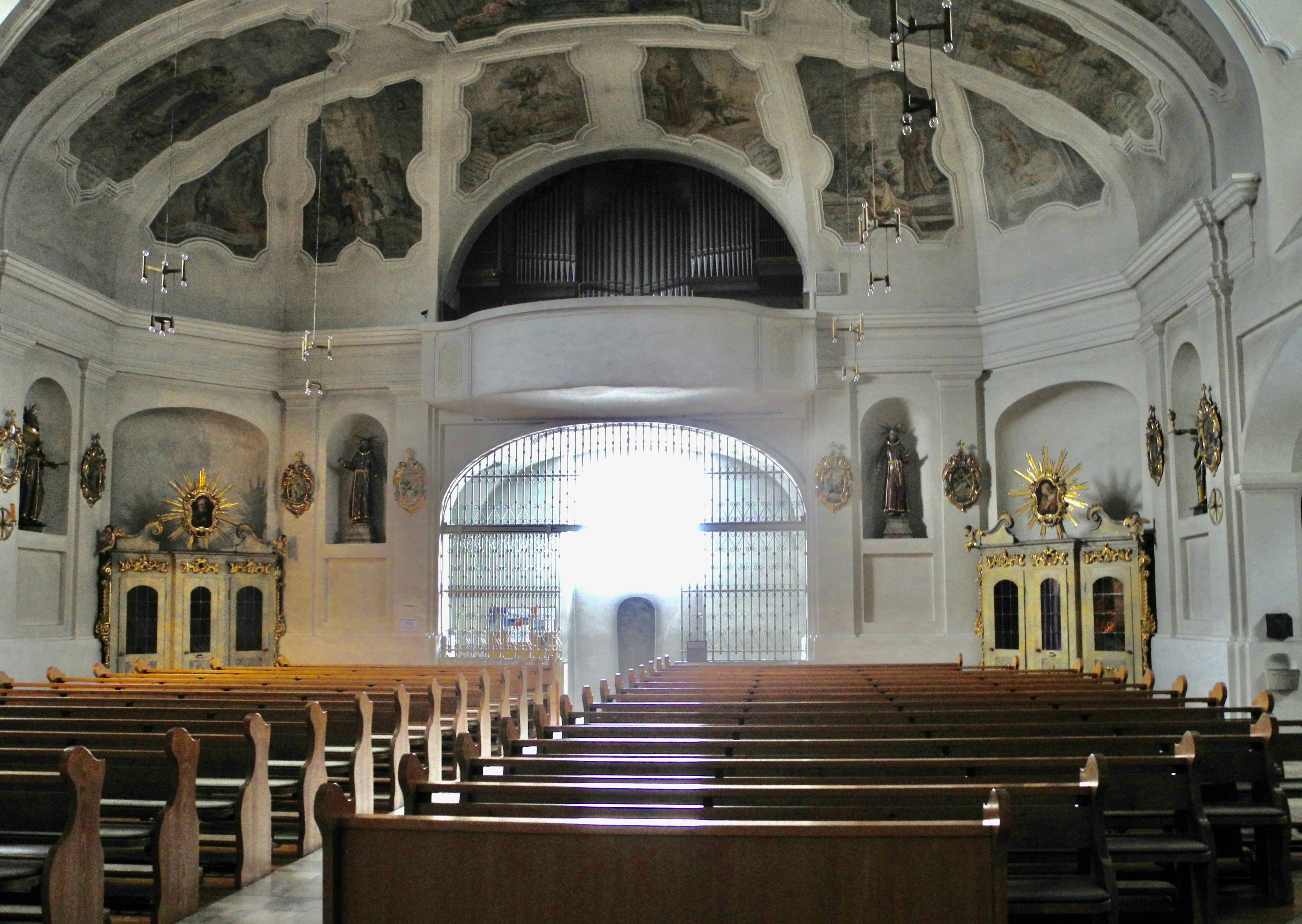
Orgel

Die erste Orgel stammte aus dem Jahr 1765 und wurde von Andreas Weiß erbaut. Diese wurde nach Allersburg transferiert. Die Kirche erhielt ein Werk von Heinrich Buck aus Bayreuth. 1883 wurden alle Zinnpfeifen gestohlen und mussten ersetzt werden. Nach einer Renovierung durch Eduard Hirnschrodt senior im Jahr 1927 konnte im Laufe der Zeit diese Orgel aufgrund Einwirkung von Holzschädlingen nicht mehr erhalten werden. Daher baute Eduard Hirnschrodt 1958 ein neues Werk. Das Instrument mit elektro-pneumatischen Kegelladen hat 15 klingende Register verteilt auf zwei Manuale und Pedal. Die Disposition lautet:
| I Hauptwerk C–g3 |              |       |
| 1.               | Prinzipal    | 8′    |
| 2.               | Weidenpfeife | 8′    |
| 3.               | Coppelflöte  | 4′    |
| 4.               | Oktav        | 2′    |
| 5.               | Mixtur IV-V  | 1 ⁄3′ |
| 6.               | Trompete     | 8′    |

| II Schwellwerk C–g3 |                |        |
| 7.                  | Gedeckt        | 8′     |
| 8.                  | Viola di Gamba | 8′     |
| 9.                  | Prinzipal      | 4′     |
| 10.                 | Nachthorn      | 4′     |
| 11.                 | Gemshörnlein   | 2′     |
| 12.                 | Tertian II     | 1 3⁄5′ |
|                     | Tremulant      |        |

| Pedal C–f1 |              |     |
| 13.        | Subbaß       | 16′ |
|            | Zartbaß      | 16′ |
| 14.        | Prinzipalbaß | 8′  |
| 15.        | Choralbaß    | 4′  |

- Koppeln: II/I, I/P, II/P
- Spielhilfen: Freie Kombination, Schwellwerktritt